# Јановјец Вјелкополски
Јановјец Вјелкополски (пољ. Janowiec Wielkopolski) град је у Пољској у Војводству кујавско-поморском. По подацима из 2012. године број становника у месту је био 4106.

## Становништво
| 2012. |
| ----- |
| 4.106 |